# 浙江省永康市实验学校
浙江省永康市实验学校是中国浙江省永康市的一所小学。永康市实验学校创办于1994年，学校实行九年一贯寄宿制。现有班级40个，教职工150余名，在校生2000多名，是永康市办学规模最大的学校之一。校园占地面积42843平方米。